# Атлас родовищ нафти і газу України
Атлас родовищ нафти і газу України — фундаментальне шеститомне видання довідкового плану, підготовлене і видане Українською нафтогазовою академією (ГО «УНГА») та Українським державним геологорозвідувальним інститутом у 1998—1999 рр. Містить докладну інформацію про всі нафтогазоносні регіони України і родовища нафти, газу і конденсату. Атлас двомовний — українською і англійською мовами, ілюстрований схемами, малюнками, таблицями.

## Структура Атласу
- I — III томи Східний нафтогазоносний регіон України
- IV — V томи Західний нафтогазоносний регіон України
- VI том Південний нафтогазоносний регіон України

## Редакційна рада
- головний редактор — Іванюта М. М.
- заступник головного редактора Федишин В. О.
- Арсірій Юрій Олександрович
- Бабій Б. А.
- Білик С. Ф.
- Бойко Г. Ю.
- Бражина Г. Й.
- Бульбас В. М.
- Буняк Л. К.
- Бялюк Б. О.
- Вакарчук Г. І.
- Василенко С. К.
- Височанський І. В.
- Войтович А. Ф.
- Вуль М. Я.
- Гавриленко М. М.
- Гаврилко В. М.
- Галів О.
- Глушко В. В.
- Гоцький Б. П.
- Гошовський С. В.
- Дворянин Є. С.
- Демченко П. М.
- Денега Б. І.
- Деркач М. П.
- Діяк І. В.
- Довжок Є. М.
- Євдощук М. І.
- Єгер Д. О.
- Захарчук С. М.
- Зюзькевич М. П.
- Ільницький М. К.
- Кабишев Б. П.
- Клюк Б. О.
- Ковалко М. П.
- Козак Я. І.
- Колодій В. В.
- Кондрат Р. М.
- Красножон М. Д.
- Кривченков Б. С.
- Крупський Б. Л.
- Крупський Ю. З.
- Курилюк Л. В.
- Лазарук Я. Г.
- Лизун С. О.
- Макар Р. М.
- Маковський С. А.
- Максимов В. П.
- Марухняк М. Й.
- Мельничук П. М.
- Морошан Р. П.
- Мясников В. І.
- Німець М. В.
- Олексюк В. І.
- Окрепкий Р. М.
- Осінчук З. П.
- Павлюк М. І.
- Палінський Р. В.
- Пінчук Н. М.
- Полухтович Б. М.
- Пустовий В. Я.
- Свириденко В. Г.
- Середницький Л. М.
- Слободян В. П.
- Старостенко В. І.
- Толкунов А. П.
- Фик І. М.
- Філюшкін К. К.
- Шпак П. Ф.
- Яремійчук Р. С.